# Brixlegg
Brixlegg je obec v Rakousku ve spolkové zemi Tyrolsko v okrese Kufstein.  Žije zde přibližně 3 000 obyvatel.

## Poloha
Obec leží v tyrolském údolí Unterinntal při vstupu do údolí Alpbachtal. Je jednou z nejstarších sídelních oblastí údolí Unterinntalu. Do Brixleggu se dostanete po inntalské dálnici A 12 a po železnici Unterinntal s napojením na S-Bahn. Území obce zahrnuje osady na dně údolí Brixlegg a Mehrn a také svahy na pravé straně potoka Zimmermoosbach.
Katastrální území obce má rozlohu 9,11 km², z toho 30,1 %  zaujímá zemědělská půda, 47,6 % připadá na lesní porost a 6 % tvoří alpské louky. Z celkové plochy je 45,8 % osídleno.